# Суслікова Лідія Вікторівна
Суслікова Лідія Вікторівна (народилася 16 січня 1974 року) — доцент, доктор медичних наук, Директор Українського державного інституту репродуктології Національної медичної академії післядипломної освіти ім. П. Л. Шупика.

## Біографічні відомості
Суслікова Лідія Вікторівна народилася в м. Красний Лиман, Донецької області
З 1980—1988 навчалася в середній школі № 2 а в 1988—1990 в УВК № 1 яку закінчила зі срібною медаллю.
В 1998 році закінчила Донецький державний медичний університет ім. М.Горького.
З 1998 року по 2000 рік проходила інтернатуру за фахом «Акушерство і гінекологія» в ДНМУ ім. М.Горького.
Після проходження інтернатури з 2000 року по 2006 рік працювала лікарем-ординатором в Донецькому регіональному центрі охорони материнства та дитинства.
В 2005 році захистила кандидатську дисертацію на тему « Эндохирургическое лечение прервавшейся внематочной беременности с умеренной и массивной кровопотерей».
З 2007 року працювала на посаді завідувача відділом пренатальної діагностики Інституту репродуктології Національної медичної академії післядипломної освіти ім. П. Л. Шупика та за сумісництвом асистент кафедри акушерства, гінекології та репродуктології Українського державного інституту репродуктології Національної медичної академії післядипломної освіти ім. П. Л. Шупика а з 2009 року доцент цієї ж кафедри. З 2013 року працює на посаді професора кафедри акушерства, гінекології та репродуктології УДІР Національної медичної академії післядипломної освіти ім. П. Л. Шупика за сумісництвом.
З 2009 року працювала заступником а з 2011 року директором Українського державного інституту репродуктології Національної медичної академії післядипломної освіти ім. П. Л. Шупика.
В 2011 році захистила докторську дисертацію на тему «Патогенез, діагностика та комплексне лікування порушень рецептивності ендометрія в жінок з трубно-перитонеальним безпліддям запального генезу».

## Життєпис
Вчений в галузі репродуктивної медицини, лікуванні безпліддя у подружніх пар у тому числі з використанням допоміжних репродуктивних технологій. Є членом Президії Української асоціації репродуктивної медицини, входить до складу Президії Асоціації акушерів-гінекологів України.
Доцент Суслікова вивчила стан рецептивності ендометрія у жінок трубно-перитонеальним безпліддям запального генезу та запропоновані заходи що до його відновлення, запропонована комплексна система післяопераційної реабілітації жінок з трубно — перитонеальним безпліддям в залежності від стану рецептивності ендометрія.
Має понад 80 наукових праць, 2 монографії, 5 методичних рекомендацій. Під керівництвом Лідії Вікторівни виконуються 3 кандидатські дисертації.
Професор Суслікова Л. В. бере активну участь в зарубіжних та вітчизняних конгресах, з'їздах, науково-практичних конференціях.

## Освіта
В 1998 році закінчила Донецький державний медичний університет ім. М.Горького, медичний факультет, лікувальна справа.

## Захист дисертаційних робіт
В 2005 році захистила кандидатську дисертацію на тему « Эндохирургическое лечение прервавшейся внематочной беременности с умеренной и массивной кровопотерей» за фахом « Акушерство та гінекологія». Науковий керівник — член — кореспондент НАМН України, професор Чайка В. К.
В 2011 році захистила докторську дисертацію на тему
«Патогенез, діагностика та комплексне лікування порушень рецептивності ендометрія в жінок з трубно-перитонеальним безпліддям запального генезу» " за фахом « Акушерство та гінекологія».
Науковий консультант — академік НАМН України, професор Запорожан В. Н.

## Лікувальна і наукова діяльність
Лідія Вікторівна є куратором Клініки репродуктивних технологій Інституту репродуктології де здійснюють лікування безпліддя у жінок трубно — перитонеального генезу методами допоміжних репродуктивних технологій за бюджетні кошти.
Керівник НДР Українського державного інституту репродуктології на тему «Визначення ролі коморбідних станів в процесі формування безплідного шлюбу для оптимізації заходів по збереженню репродуктивного, соматичного здоров'я жінок та їх потомства».
Наукова діяльність — сфера наукових інтересів, друковані праці.

## Патенти
1. Патент на корисну модель UA № 51644 UМПК (2009) А61К 31/475, А61К38/24. Спосіб лікування гіперплазії ендометрія у жінок репродуктивного віку з безпліддям / В. К. Чайка, О. М. Носенко, Л. В. Суслікова, В. Е. Дорошенко (Україна).
2. Патент на корисну модель U2014 00847 від 30.01.2014 р Спосіб діагностики стану порожнини матки — Суханова А. А., Воробей Л. І., Бондарук В. П., Мельник Ю. Н., Гак І. О.

## Перелік ключових публікацій
1. Суслікова Л. В. Поворознюк М. В. «Трубно-перитонеальне безпліддя у шлюбі: значення чоловічого фактора» // «Здоров'я жінки» № 6 (102), 2015, с.185-189,
2. «Рецептивность эндометрия к проге-стерону у бесплодных пациенток с хроническими эндометритами на фоне двухсторонних гидросактосальпинксов в период имплантационного ок-на», Суслікова Л. В., Зб. наук. пр. Асоціації акушерів-гінекологів України. — К.: Інтермед, 2009. С589-591.
3. «Натуральні кілерні клітини ендометрія в період імплантаційного вікна у жінок з трубно-перитонеальним безпліддям запального ґенезу» Суслікова Л. В.,Чайка В. К., Носенко О. М. та інші Вестник неотложной и восстановительной хирургии. — 2010. — № 1.,с 49-55,
4. Ткаченко Р. О., Камінський В. В., Дубов О. М., Савченко С. Є., Суслікова Л. В. «Комплексна інтенсивна терапія масивної коагулопатичної кровотечи в акушерстві» // Методичні рекомендації — Київ, 2013 — 24с.
5. Еталони практичних навичок / В. В. Камінський, А. А. Суханова, Л. В. Суслікова, О. М. Борис, С. Є. Савченко, В. В. Коноплянко, С. В. Дудка, Л. І. Во-робей, Н. Г. Прядко, Т. О. Однокоз, А. Б. Бойко — Київ, 2014—108с.
6. Борис Е. Н., Сусликова Л. В., Каминский А. В., Онищик Л. Н., Сербенюк А. В. Оптимизация подготовки морфо-функциональной структуры эндометрия в программах ВРТ// Збірник нау-кових праць Асоціації акушерів-гінекологів України / под. ред. Запорожан В. М., Камінський В. В., Борис О. М.. — К.: «Поліграф плюс», 2014. — С.37-41.
7. Комплексна програма профілактики і лікування парезів кишечника в акушерстві та оперативній гінекології [методичні рекомендації] / В. В. Камінський, О. М. Дубов, Р. О. Ткаченко, Л. В. Суслікова. і ін. — Київ, 2012. — 20с.

## Хобі
Гірські лижі, велоспорт, боулінг, кулінарія